# Ummerstadt
Ummerstadt é uma cidade da Alemanha localizado no distrito de Hildburghausen, estado da Turíngia.  Pertence ao Verwaltungsgemeinschaft de Heldburger Unterland.

## Demografia

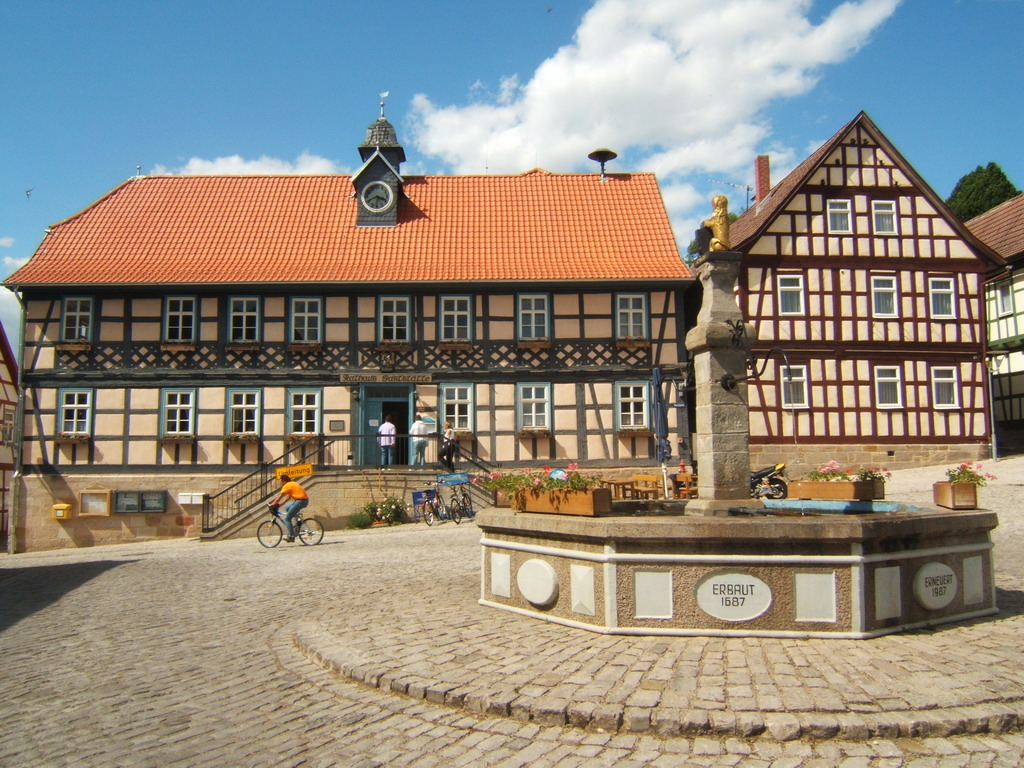
Mercado e fonte de Ummerstadt

Evolução da população (em 31 de dezembro):
| - 1861 - 887 - 1885 - 825 - 1949 - 969 - 1983 - 600 | - 1987 - 550 - 1994 - 539 - 1996 - 540 - 1998 - 541 | - 2000 - 539 - 2002 - 526 - 2004 - 526 |

 Fonte a partir de 1994: Thüringer Landesamt für Statistik